# Xiamen
Xiamen (IPA: [ɕjâmə̌n]) is een stad in de Chinese provincie Fujian. Ook bekend als Amoy (vanuit de uitspraak in de taal Hokkien). De stad wordt voor het eerst genoemd in 1394 en dateert uit de Ming-dynastie. Er wordt hier een vorm van Minnanhua gesproken. Het klimaat is er subtropisch, wat betekent dat het er warm is en dat er natte periodes zijn.
Xiamen heeft 5,2 miljoen inwoners (volkstelling 2020). Met de steden Putian, Quanzhou en Zhangzhou vormt het een metropool van 17,2 miljoen inwoners.
Het was een van de vier eerste Speciale Economische Zones, opgericht in 1980 en kende daardoor een enorme bevolkingstoename en economische groei.

## Klimaat
| Maand                  | jan  | feb  | mrt  | apr  | mei  | jun  | jul  | aug  | sep  | okt  | nov  | dec  | Jaar  |
| ---------------------- | ---- | ---- | ---- | ---- | ---- | ---- | ---- | ---- | ---- | ---- | ---- | ---- | ----- |
| Hoogste maximum (°C)   | 28,4 | 28,4 | 30,9 | 33,6 | 35,4 | 36,4 | 39,2 | 39,0 | 36,2 | 36,0 | 31,4 | 27,9 | 39,2  |
| Gemiddeld maximum (°C) | 17,0 | 16,6 | 18,8 | 23,1 | 26,6 | 29,5 | 32,0 | 31,8 | 30,0 | 27,4 | 23,6 | 19,2 | 24,6  |
| Gemiddeld minimum (°C) | 9,7  | 9,8  | 11,8 | 15,9 | 19,9 | 23,3 | 25,0 | 24,8 | 23,3 | 20,3 | 16,2 | 11,7 | 17,6  |
| Laagste minimum (°C)   | 0,1  | 2,0  | 2,5  | 6,4  | 12,2 | 16,3 | 20,7 | 21,4 | 16,5 | 12,8 | 7,5  | 1,5  | 0,1   |
|                        |      |      |      |      |      |      |      |      |      |      |      |      |       |
| Neerslag (mm)          | 34   | 99   | 125  | 157  | 162  | 187  | 138  | 209  | 141  | 36   | 31   | 28   | 1.347 |
| Bron: WeerOpReis.com   |      |      |      |      |      |      |      |      |      |      |      |      |       |

## Bezienswaardigheden
In Xiamen bevindt zich onder andere:
- de oudste protestantse kerk van China gebouwd in 1848;
- de oude stad, tussen Xiahe Lu en Siming Bei Lu, met allerlei markten;
- de beroemde Nanputuotempel (南普陀寺) vol boeddhistische beelden. Het oudste deel is in 686 gebouwd en gerestaureerd in 1980. Monniken zingen er om 4 uur 's middags;
- de Xiamen Universiteit met 28.000 studenten, waaronder 1.600 internationale studenten op het Overseas Education College;
- in de haven van Xiamen het beroemde eilandje Gulangyu, ook wel het Piano-eiland genoemd.
- het Chinese European Art Center (CEAC)

## Stedenbanden
- Guadalajara (Mexico)
- Trier (Duitsland)
- Zoetermeer (Nederland)
- Cardiff (Wales)

## Geboren in Xiamen
- Tan Kah Kee (1874-1961), zakenman en filantroop
- Qiu Jin (1875-1907), feministe en schrijfster
- Lin Qiao Zhi (1901-1983), gynaecoloog
- Walter Brattain (1902-1987), Amerikaans natuurkundige en Nobelprijswinnaar (1956)
- Henry Sy (1924-2019), Filipijns ondernemer
- Richard Ng Man-Tat (1951/'52-2021), acteur
- Ji Xinpeng (1977), badmintonner
- Raymond Lam (1979), acteur en zanger